# Laura Robson
Laura Robson (Melbourne, 21 januari 1994) is een voormalig tennisspeelster uit het Verenigd Koninkrijk. Op zesjarige leeftijd begon zij met het spelen van tennis. Zij speelt linkshandig en heeft een tweehandige backhand. Zij was actief in het internationale tennis van 2008 tot in 2019.
In de periode 2012–2017 maakte Robson deel uit van het Britse Fed Cup-team – zij behaalde daar een winst/verlies-balans van 13–3.

## Loopbaan
In 2008 speelde zij haar eerste ITF-toernooi in Luxemburg, dat jaar won zij ook het juniorentoernooi van Wimbledon. In 2010 bereikte zij in het dubbelspel met de Australische Sally Peers de kwartfinale van het Australian Open.

### 2012
Robson bereikte met landgenoot Andy Murray de finale in het gemengd dubbelspel op de Olympische Spelen in Londen, waarvoor zij een zilveren medaille wonnen.
Op het US Open versloeg zij Kim Clijsters in de tweede ronde en Li Na in de derde ronde. Robson was daarmee de eerste Britse tennisspeelster sinds Jo Durie in 1991 die de vierde ronde van het US Open bereikte. Daar moest zij het echter afleggen tegen titelverdedigster Samantha Stosur.

### 2013
In maart bereikte Robson, samen met Lisa Raymond, de finale in het dubbelspel op het toernooi van Miami. Op het gras van Wimbledon wist zij nogmaals de vierde ronde te bereiken.

### 2014
Vanwege een polsblessure startte Robson in slechts twee toernooien, waarin zij steeds in de eerste ronde werd uitgeschakeld. Na het Australian Open nam zij aan geen enkel toernooi meer deel.

### 2015
Pas in het grasseizoen begon Robson weer te spelen. Zij nam via een wildcard deel aan Wimbledon, maar verloor daar haar openingspartij. Ook in het verdere verloop van het jaar won zij geen enkele partij op een WTA-hoofdtoernooi.

### 2016
Robson won één partij van een WTA-hoofdtoernooi, in Rabat. Zij veroverde een ITF-titel, in Landisville (VS).

### 2017
Na een ITF-zege, in Kurume (Japan), mocht zij via een wildcard weer meedoen aan het toernooi van Nottingham en aan Wimbledon, maar zij strandde in de eerste ronde van het enkelspel. In Nottingham wist zij wel de finale van het dubbelspel te bereiken, samen met landgenote Jocelyn Rae.

## Posities op deWTA-ranglijst
Positie per einde seizoen:
| jaar | rang enkelspel | rang dubbelspel |
| ---- | -------------- | --------------- |
| 2008 | 559            | 1006            |
| 2009 | 419            | 299             |
| 2010 | 206            | 127             |
| 2011 | 131            | 808             |
| 2012 | 53             | 285             |
| 2013 | 46             | 91              |
| 2014 | 951            | –               |
| 2015 | 558            | 291             |
| 2016 | 220            | 487             |

## Palmares
| Legenda                 |
| ----------------------- |
| Grandslamtoernooi       |
| Olympische Spelen       |
| Year-End Championships  |
| Premier Mandatory       |
| Premier Five / WTA 1000 |
| Premier / WTA 500       |
| International / WTA 250 |
| Challenger / WTA 125    |

### WTA-finaleplaatsen enkelspel
| nr.              | finale     | toernooi      | ondergrond | tegenstandster | score         |         |
| ---------------- | ---------- | ------------- | ---------- | -------------- | ------------- | ------- |
| gewonnen finales |            |               |            |                |               |         |
| geen             |            |               |            |                |               |         |
| verloren finales |            |               |            |                |               |         |
| 1.               | 2012-09-22 | WTA Guangzhou | hardcourt  | Hsieh Su-wei   | 3-6, 7-5, 4-6 | details |

### WTA-finaleplaatsen vrouwendubbelspel
| nr.              | finale     | toernooi       | ondergrond | partner      | tegenstandsters                  | score            |         |
| ---------------- | ---------- | -------------- | ---------- | ------------ | -------------------------------- | ---------------- | ------- |
| gewonnen finales |            |                |            |              |                                  |                  |         |
| geen             |            |                |            |              |                                  |                  |         |
| verloren finales |            |                |            |              |                                  |                  |         |
| 1.               | 2013-03-31 | WTA Miami      | hardcourt  | Lisa Raymond | Nadja Petrova Katarina Srebotnik | 1-6, 6-7         | details |
| 2.               | 2017-06-18 | WTA Nottingham | gras       | Jocelyn Rae  | Monique Adamczak Storm Sanders   | 4-6, 6-4, [4-10] | details |

### WTA-finaleplaatsen gemengd dubbelspel
| nr.              | finale     | toernooi          | ondergrond    | partner     | tegenstanders                             | score            |         |
| ---------------- | ---------- | ----------------- | ------------- | ----------- | ----------------------------------------- | ---------------- | ------- |
| gewonnen finales |            |                   |               |             |                                           |                  |         |
| geen             |            |                   |               |             |                                           |                  |         |
| verloren finales |            |                   |               |             |                                           |                  |         |
| 1.               | 2010-01-09 | Hopman Cup        | hardcourt (i) | Andy Murray | María José Martínez Sánchez Tommy Robredo | 1-2              | details |
| 2.               | 2012-08-05 | Olympische Spelen | gras          | Andy Murray | Viktoryja Azarenka Maks Mirni             | 6-2, 3-6, [8-10] | details |

### Gewonnen ITF-toernooien enkelspel
| nr. | finale     | toernooi    | dotatie | tegenstandster in finale | score    |
| --- | ---------- | ----------- | ------- | ------------------------ | -------- |
| 1.  | 2008-11-09 | Sunderland  | $10.000 | Samantha Vickers         | 6-3, 6-2 |
| 2.  | 2016-08-14 | Landisville | $25.000 | Julia Elbaba             | 6-0, 6-0 |
| 3.  | 2017-05-21 | Kurume      | $60.000 | Katie Boulter            | 6-3, 6-4 |

### Gewonnen ITF-toernooien dubbelspel
| nr. | finale     | toernooi    | dotatie | ondergrond | partner           | tegenstandsters in finale       | score            |
| --- | ---------- | ----------- | ------- | ---------- | ----------------- | ------------------------------- | ---------------- |
| 1.  | 2016-08-14 | Landisville | $25.000 | hardcourt  | Freya Christie    | Elise Mertens An-Sophie Mestach | 6-3, 6-4         |
| 2.  | 2017-09-17 | Las Vegas   | $60.000 | hardcourt  | An-Sophie Mestach | Sophie Chang Alexandra Mueller  | 7-6, 7-6         |
| 3.  | 2018-02-02 | Burnie      | $60.000 | hardcourt  | Vania King        | Momoko Kobori Chihiro Muramatsu | 7-6, 6-1         |
| 4.  | 2018-03-10 | Yokohama    | $25.000 | hardcourt  | Fanny Stollár     | Momoko Kobori Chihiro Muramatsu | 5-7, 6-1, [10-4] |

### Gewonnen juniorentoernooien enkelspel
| nr. | finale     | toernooi  | categorie | tegenstandster in finale | score         |
| --- | ---------- | --------- | --------- | ------------------------ | ------------- |
| 1.  | 2007-10-28 | Vierumäki | 4         | Polina Rodionova         | 0-6, 6-3, 6-4 |
| 2.  | 2008-07-06 | Wimbledon | A         | Noppawan Lertcheewakarn  | 6-3, 3-6, 6-1 |

### Gewonnen juniorentoernooien dubbelspel
| nr. | finale     | toernooi  | categorie | partner          | tegenstandsters in finale                   | score         |
| --- | ---------- | --------- | --------- | ---------------- | ------------------------------------------- | ------------- |
| 1.  | 2007-12-15 | Miami     | 4         | Eugenie Bouchard | Valentina Ivachnenko Anastasiya Lytovchenko | 6-4, 0-6, 6-2 |
| 2.  | 2008-12-07 | Bradenton | 1         | Anna Orlik       | Beatrice Gumulya Kanyapat Narattana         | 7-6, 6-3      |

## Resultaten grandslamtoernooien
| Legenda | Legenda                          |
| ------- | -------------------------------- |
| g.t.    | geen toernooi gehouden           |
| l.c.    | lagere categorie                 |
| –       | niet deelgenomen                 |
| G       | uitgeschakeld in de groepsfase   |
| 1R      | uitgeschakeld in de eerste ronde |
| 2R      | uitgeschakeld in de tweede ronde |
| 3R      | uitgeschakeld in de derde ronde  |
| 4R      | uitgeschakeld in de vierde ronde |
| KF      | uitgeschakeld in de kwartfinale  |
| HF      | uitgeschakeld in de halve finale |
| F       | de finale verloren               |
| W       | het toernooi gewonnen            |
| w-v     | winst/verlies-balans             |

### Enkelspel
| toernooi        | 2009 | 2010 | 2011 | 2012 | 2013 | 2014 | 2015 | 2016 | 2017 |
| --------------- | ---- | ---- | ---- | ---- | ---- | ---- | ---- | ---- | ---- |
| Australian Open | –    | –    | –    | 1R   | 3R   | 1R   | –    | –    | –    |
| Roland Garros   | –    | –    | –    | 1R   | 1R   | –    | –    | 1R   | –    |
| Wimbledon       | 1R   | 1R   | 2R   | 1R   | 4R   | –    | 1R   | 1R   | 1R   |
| US Open         | –    | –    | 2R   | 4R   | 3R   | –    | 1R   | 1R   | –    |

### Vrouwendubbelspel
| toernooi        | 2009 | 2010 | 2011 | 2012 | 2013 |    | 2015 | 2016 | 2017 | 2018 |
| --------------- | ---- | ---- | ---- | ---- | ---- | -- | ---- | ---- | ---- | ---- |
| Australian Open | –    | KF   | –    | 1R   | 1R   | –  | –    | –    | 1R   |      |
| Roland Garros   | –    | –    | –    | –    | –    | –  | –    | –    | –    |      |
| Wimbledon       | 2R   | 1R   | 1R   | 1R   | 2R   | 1R | 1R   | 2R   | –    |      |
| US Open         | –    | –    | –    | 1R   | –    | 2R | –    | –    | –    |      |

### Gemengd dubbelspel
| Australian Open | –  | –  | –  | –  | –  |
| Roland Garros   | –  | –  | –  | –  | –  |
| Wimbledon       | 1R | 3R | 1R | 2R | 1R |
| US Open         | –  | –  | –  | –  | –  |